# EF Education-TIBCO-SVB/2022
Deze pagina geeft een overzicht van de vrouwenwielerploeg EF Education-TIBCO-SVB in 2022.

## Algemeen
Algemeen manager: Rachel Hedderman
Ploegleiders: Daniel Holm Foder, Patricia Schwager, Tim Harris
Fietsmerk:

## Renners

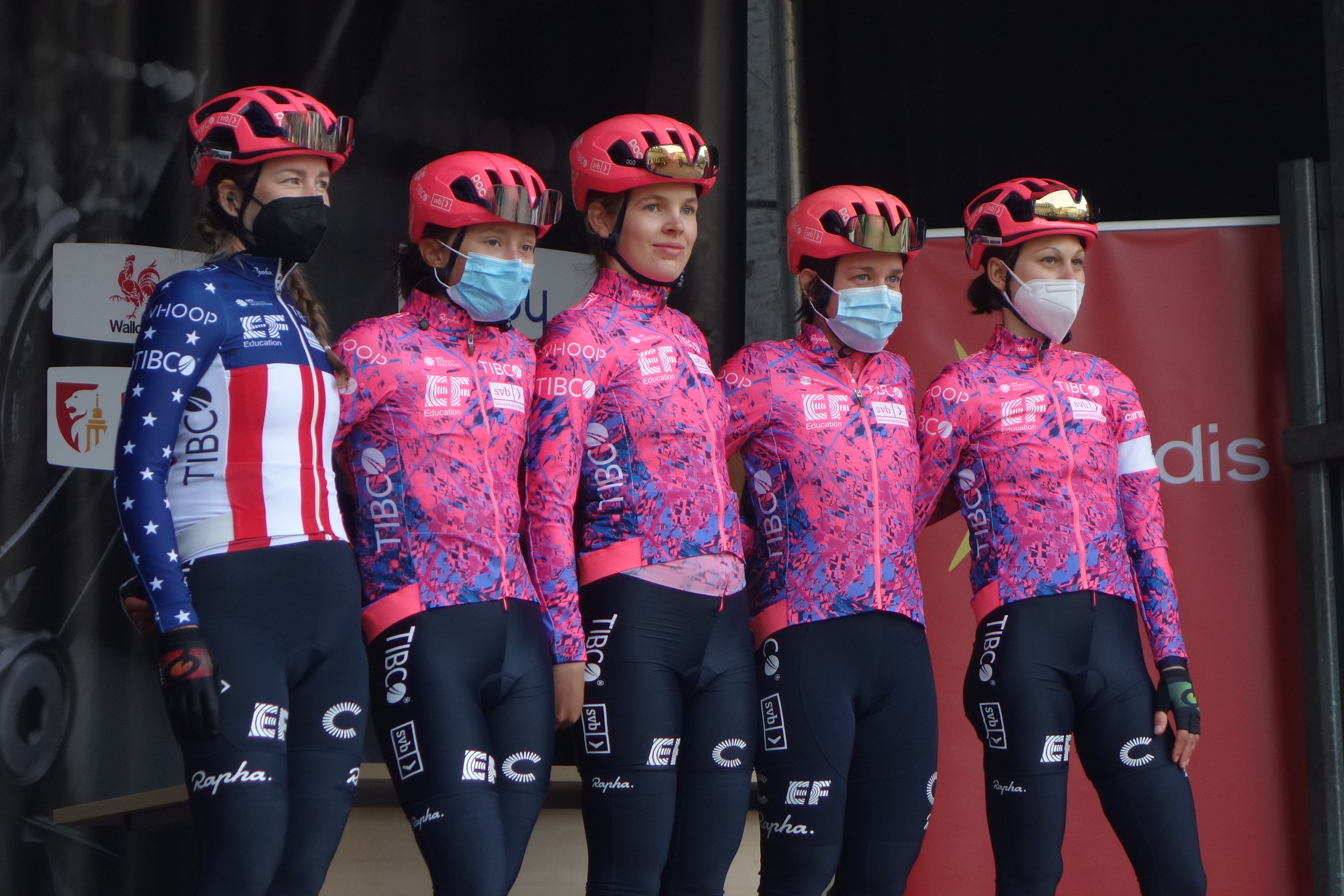
De ploeg in de Waalse Pijl 2022.

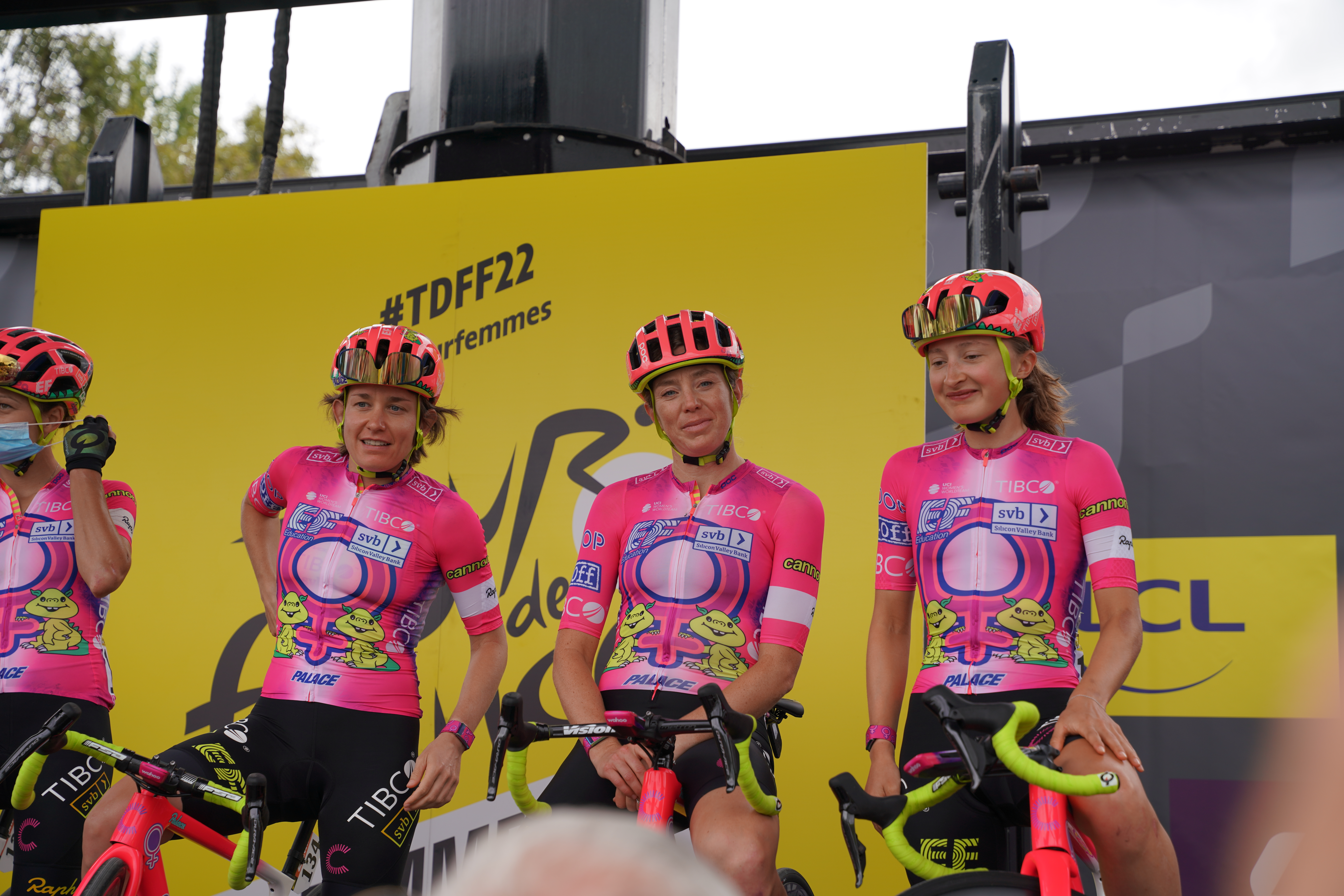
De ploeg in de Tour de France Femmes.

| Naam                    | Geboortedatum | Nationaliteit       | Ploeg 2021                    |
| ----------------------- | ------------- | ------------------- | ----------------------------- |
| Lizzy Banks             | 07-11-1990    | Verenigd Koninkrijk | Ceratizit-WNT                 |
| Letizia Borghesi        | 16-10-1998    | Italië              | Aromitalia-Basso Bikes-Vaiano |
| Kristabel Doebel-Hickok | 28-04-1989    | Verenigde Staten    | Rally Cycling Women           |
| Tanja Erath             | 07-10-1989    | Duitsland           |                               |
| Veronica Ewers          | 01-09-1994    | Verenigde Staten    |                               |
| Kathrin Hammes          | 09-01-1989    | Duitsland           | Ceratizit-WNT                 |
| Clara Honsinger         | 05-06-1997    | Verenigde Staten    |                               |
| Emma Langley            | 23-11-1995    | Verenigde Staten    |                               |
| Emily Newsom            | 04-09-1983    | Verenigde Staten    |                               |
| Sara Poidevin           | 07-05-1996    | Canada              | Rally Cycling Women           |
| Omer Shapira            | 09-09-1994    | Israël              | Canyon-SRAM                   |
| Abi Smith               | 01-04-2002    | Verenigd Koninkrijk |                               |
| Lauren Stephens         | 28-12-1986    | Verenigde Staten    |                               |
| Magdeleine Vallieres    | 10-08-2001    | Canada              | WCC Team                      |

### Stagiairs
Per 1 augustus 2022
| Naam          | Geboortedatum | Nationaliteit       | Vorige ploeg |
| ------------- | ------------- | ------------------- | ------------ |
| Zoe Bäckstedt | 24-09-2004    | Verenigd Koninkrijk |              |

### Vertrokken
| Naam             | Geboortedatum | Nationaliteit       | Ploeg 2022                 |
| ---------------- | ------------- | ------------------- | -------------------------- |
| Eva Buurman      | 07-09-1994    | Nederland           | Liv Racing Xstra           |
| Leah Dixon       | 26-08-1991    | Verenigd Koninkrijk | ?                          |
| Kristen Faulkner | 18-12-1992    | Verenigde Staten    | Team BikeExchange-Jayco    |
| Nicole Frain     | 24-08-1992    | Australië           | Roxsolt Liv SRAM           |
| Sarah Gigante    | 06-10-2000    | Australië           | Movistar Team              |
| Nina Kessler     | 04-07-1988    | Nederland           | Team BikeExchange-Jayco    |
| Diana Peñuela    | 08-09-1986    | Colombia            | DNA Pro Cycling            |
| Maddy Ward       | 25-07-1994    | Verenigde Staten    | InstaFund Racing           |
| Eri Yonamine     | 25-04-1991    | Japan               | Human Powered Health Women |

## Overwinningen
| Kampioenschappen Israël - tijdrit: Omer Shapira Israël - wegwedstrijd: Omer Shapira Verenigde Staten - wegwedstrijd: Emma Langley Ronde van de Gila 1e etappe: Kristabel Doebel-Hickok 3e etappe(ITT): Kristabel Doebel-Hickok Bergklassement: Kristabel Doebel-Hickok Ploegenklassement: *1) Festival Elsy Jacobs 2e etappe: Veronica Ewers Clásica Féminas de Navarra Veronica Ewers | Joe Martin Stage Race 3e etappe (ITT): Emma Langley Ronde van de Pyreneeën 1e etappe A: *2) 1e etappe B: Kristabel Doebel-Hickok 2e etappe: Kristabel Doebel-Hickok Eindklassement: Kristabel Doebel-Hickok Puntenklassement: Kristabel Doebel-Hickok Bergklassement: Kristabel Doebel-Hickok |  |

*1) Ploeg Ronde van de Gila: Doebel-Hickok, Langley, Newsom, Poidevin
*2) Ploeg Tour Féminin International des Pyrénées: Bäckstedt, Doebel-Hickok, Honsinger, Langley, Newsom, Poidevin
BikeExchange Jayco · Canyon-SRAM · DSM · EF Education-TIBCO-SVB · FDJ Nouvelle-Aquitaine Futuroscope · Human Powered Health · Jumbo-Visma · Liv Racing Xstra  · Movistar · Roland Cogeas Edelweiss Squad · SD Worx · Trek-Segafredo · UAE Team ADQ · Uno-X